# Skejsel

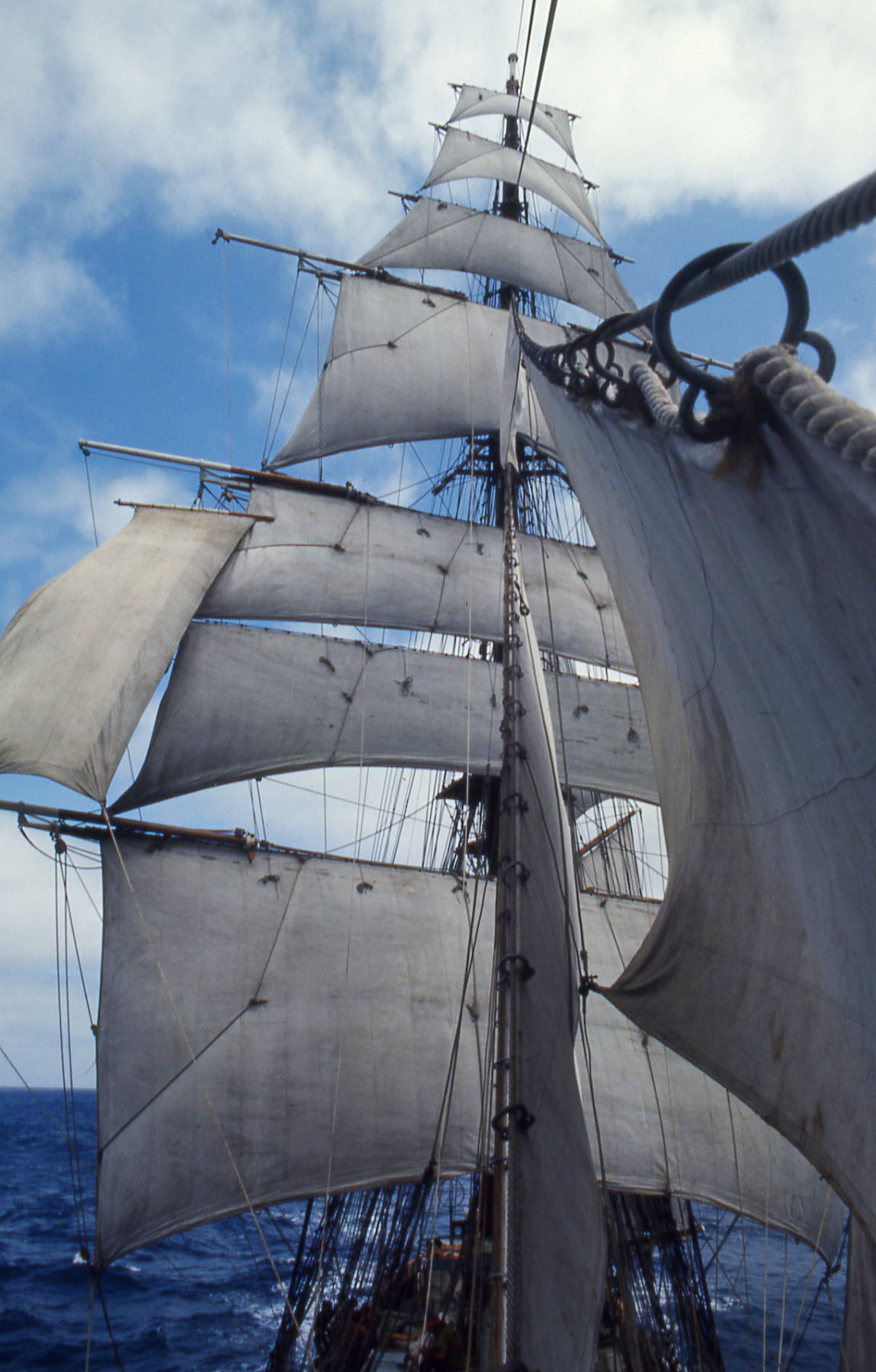
Fockmasten på barkentinen Regina Maris från 1908, med stagsegel, fock, undre och övre märssegel, märsledsegel, bramsegel, röjel, skejsel och månsegel. Så många segel på en mast fördes vanligen bara på klipperskepp.

En skejsel eller ett skysegel (engelska: skysail) är ett råsegel ovanför röjeln på råsegelriggade segelfartyg. Enstaka fartyg hade ytterligare månsegel (engelska: moonsail). Skejslarna och månseglen kunde liksom röjlarna föras på bramstången.
Skejslar användes på en del skepp efter napoleontiden, främst under klipperskeppstiden i medlet av 1800-talet. Enstaka klipperskepp kunde föra månsegel över skejseln, vanligen endast på stormasten. Det berättas om fartyg med ytterligare segel: heavenpoker, angelpoker och clouddisturber, men huruvida sådana fartyg funnits är oklart.
Liksom andra råsegel benämns skejslarna enligt den mast på vilken de förs. En tremastad fullriggare med skejslar på alla master har således förskejsel, storskejsel och krysskejsel.
Ordet skyskrapa finns, enligt SAOB, första gången belagt 1833 som synonym för skejsel och först 1894 i betydelsen hög byggnad. Även på engelska har ordet skyscraper båda dessa betydelser.